# Archidiocèse de Bangkok
L'archidiocèse de Bangkok (en latin : Archidioecesis Bangkokensis, en Thaï : อัครสังฆมณฑลกรุงเทพฯ ) est une circonscription ecclésiastique de l'Église catholique en Thaïlande, dont le siège est à la cathédrale de l’Assomption de Bangkok, capitale du pays. 

## Histoire
Les premiers missionnaires qui viennent au Siam sont des  Jésuites et des  Dominicains au XVIe siècle. En 1662 arrivent dans la capitale du Royaume d'Ayutthaya les missionnaires de la Société pour les missions étrangères de Paris (MEP). La mission du Siam est placée sous la juridiction du  vicariat apostolique de Nankin. Le 4 juillet 1669, le pape Clément IX l’en détache en créant le vicariat apostolique du Siam. Jusqu’en 1965, tous les vicaires apostoliques sont membres des MEP. 
En 1840, le vicariat apostolique du Siam annexe le territoire du diocèse supprimé de Malacca. Ce territoire est perdu sur décision du pape Grégoire XVI le 10 septembre 1841 : il forme le vicariat apostolique du Siam ocidental, Bangkok n’étant plus à la tête que du vicariat du Siam oriental. Le 24 août 1870, le pape Pie IX réintègre la partie occidentale au vicariat du Siam Oriental. 
Le 4 mai 1899, l'érection du vicariat apostolique du Laos, voulue par le pape Léon XIII, réduit la taille de celui du Siam Oriental. Le 3 décembre 1924, le pape Pie XI lui donne un nouveau nom : le vicariat apostolique de Bangkok. Son territoire se réduit le 30 juin 1930 avec la création de la mission sui juris de Ratchaburi, le 11 mai 1944 avec celle du vicariat apostolique de Chanthaburi, et le 17 novembre 1959 avec celle de la préfecture apostolique de Chiang Mai.
Le 18 décembre 1965, le vicariat apostolique est élevé au rang d’archidiocèse par le pape Paul VI. Le 9 février 1967, son territoire est amputé à la suite de la création du diocèse de Nakhon Sawan.

## Vicaires apostoliques et archevêques

### Vicariat apostolique du Siam (1662-1841)
- Louis Laneau : 4 juillet 1669 - 16 mars 1696 (décédé)
  - Sede vacante (1696-1700)
- Louis Champion de Cicé : 19 janvier 1700 – 1er avril 1727 (décédé)
- Jean-Jacques Tessier de Quéralay : coadjuteur le 17 sept 1717 ; titulaire : 1er avril 1727 - 27 sept 1736 (décédé)
- Jean de Lolière-Puycontat : 28 août 1738 - 8 décembre 1755 (décédé), également évêque titulaire de Juliopolis (de)
- Pierre Brigot : coadjuteur le 22 janvier 1755 ; titulaire : 8 décembre 1755 - 30 septembre 1776 (déplacé)
- Olivier Simon Le Bon : coadjuteur le 22 août 1764 ; titulaire : 30 septembre 1776 - 27 octobre 1780 (décédé)
- Joseph-Louis Coudé : 15 janvier 1782 - 8 janvier 1785 (décédé)
- Arnaud Antoine Garnault : 10 mars 1786 - 4 mars 1811 (décédé)
- Esprit Marie Joseph Florens : coadjuteur le 29 juin 1810 ; titulaire : 4 mars 1811 - 30 mars 1834 (décédé)
- Jean-Paul Hilaire Michel Courvezy : coadjuteur le 5 avril 1832 ; titulaire : 30 mars 1834 - 10 septembre 1841 (déplacé)

### Vicariat apostolique du Siam oriental (1841-1924)
- Jean-Baptiste Pallegoix : coadjuteur le 3 juin 1838 ; titulaire : 10 septembre 1841 - 18 juin 1862 (décédé)
  - Sede vacante (1862-1864)
- Ferdinand Aimé Augustin Joseph Dupond : 9 septembre 1864 - 11 décembre 1872 (décédé)
  - Sede vacante (1872-1875)
- Jean-Louis Vey : 30 juillet 1875 - 21 février 1909 (décédé)
- René Marie Joseph Perros : 17 septembre 1909 - 12 juillet 1947 (démission)

### Vicariat apostolique de Bangkok (1924-1965)
- Louis Chorin : 10 juillet 1947 - 29 avril 1965 (décédé)

### Archidiocèse de Bangkok (depuis 1965)
- Joseph Khiamsun Nittayo : coadjuteur le 13 septembre 1963 ; vicaire apostolique le 29 avril 1965 ; titulaire : 18 décembre 1965 - 18 décembre 1972 (démission)
- Michael Michai Kitbunchu : 18 décembre 1972 - 14 mai 2009 (retraite)
- Francis Xavier Kriengsak Kovitvanit : 14 mai 2009 - 27 juin 2024 (retraite)
- Francis Xavier Vira Arpondratana : 11 janvier 2025 - ...